# 262 a.C.
Il 262 a.C. (CCLXII a.C. in numeri romani) è un anno  del III secolo a.C.

## Eventi
- I Romani cingono d'assedio Agrigento.
- Brucia il tempio di Artemide originale
- Pergamo, sotto Eumene I, consolida la propria indipendenza dall'Impero Seleucide

## Nati
- Apollonio di Perga, matematico e astronomo greco antico († 190 a.C.)
- Areo II, sovrano spartano († 254 a.C.)